# Dillard (Oregón)
Dillard es un lugar designado por el censo (en inglés, census-designated place, CDP) situado en el condado de Douglas, Oregón, Estados Unidos. Según el censo de 2020, tiene una población de 385 habitantes.

## Geografía
La localidad está ubicada en las coordenadas 43°6′30″N 123°25′34″O / 43.10833, -123.42611 (43.108239, -123.426192).